# 더 바즈 테일
《더 바즈 테일》(영어: The Bard's Tale)는 본래 마이클 크랜포드가 기획하고 브라이언 파고의 인터플레이 프로덕션스가 개발한 판타지 롤플레잉 비디오 게임 시리즈이다.
1985년부터 1988년까지 컴퓨터 플랫폼으로 삼부작이 제작됐다. 2004년에 액션 롤플레잉 게임으로 전향한 리부트 신작 《더 바즈 테일》이 출시됐다. 2017년에는 원작 《바즈 테일》 삼부작 세계관에 속하는 외전 《더 메이지스 테일》로 시작해 시리즈에 재시동이 걸렸으며 2018년에 신작 《더 바즈 테일 IV》가 발매됐다.

## 게임 목록
- 《더 바즈 테일》 (1985)[1][2]
- 《더 바즈 테일 II: 운명의 기사》 (1986)
- 《더 바즈 테일 III: 숙명의 도적》 (1988)
- 《더 바즈 테일 컨트럭션 셋》 (1991)
- 《더 바즈 테일》 (2004)
- 《더 메이지스 테일》 (2017)
- 《더 바즈 테일 IV: 무덤의 심연》 (2018)
- 《더 바즈 테일 리마스터드 트릴로지》 (2018)
- 《더 바즈 테일: 라지펀의 흑마법사》 (2022)

## 같이 보기
- 《드래곤 워즈》: 개발 당시 명칭 《더 바즈 테일 IV》이었던 1989년 게임